# 比達 (內布拉斯加州)
比達（英語：Buda），前稱謝爾比（Shelby），是位於美國內布拉斯加州水牛縣的非建制地區。

## 歷史
名為謝爾比的郵局於1876年設立，1878年改名為比達，其後於1924年停運。

## 地理
比達所處的海拔為高於海平面645米（即2116英呎），而該地所採用的時區為UTC-6，即北美中部时区（CST）。同時該地設有夏令時間，為UTC-6調快一小時，即UTC-5（CDT）。